# Laurens (Carolina do Sul)
Laurens é uma cidade localizada no estado norte-americano da Carolina do Sul, no Condado de Laurens.

## Demografia
Segundo o censo norte-americano de 2000, a sua população era de 9916 habitantes.
Em 2006, foi estimada uma população de 9849, um decréscimo de 67 (-0.7%).

## Geografia
De acordo com o United States Census Bureau tem uma área de
27,4 km², dos quais 27,4 km² cobertos por terra e 0,0 km² cobertos por água.

## Localidades na vizinhança
O diagrama seguinte representa as localidades num raio de 20 km ao redor de Laurens.